# Krizia
Krizia – włoski dom mody założony w 1954 roku w Mediolanie przez Mariuccię Mandelli (1925-2015), zajmujący się szyciem luksusowych ubrań dla kobiet. Jest również producentem torebek damskich, obuwia oraz perfum. Jego głównymi rynkami zbytu są Europa oraz Azja, a przede wszystkim Japonia, gdzie Krizia ma ponad 200 butików.
Projekty firmy Krizia oparte są na czystej geometrii, ale także bogate w odniesienia i szczegóły szlachetne. 
Dom mody Krizia swoje pokazy mody organizuje nie tylko w Mediolanie, ale również w Nowym Jorku, Los Angeles, Paryżu i Tokio. 
Dom mody Krizia współpracował i współpracuje z wieloma międzynarodowymi modelkami, jak: Alek Wek, Yasmin Le Bon, Irina Pantajewa, Roshumba Williams, Eva Herzigová, Nadja Auermann, Stella Tennant, Trish Goff, Anja Rubik, Agnieszka Martyna, Kamila Szczawińska, Magdalena Wróbel.